# Takaši Mizunuma
Takaši Mizunuma (* 28. květen 1960) je bývalý japonský fotbalista.

## Klubová kariéra
Hrával za Yokohama Marinos.

## Reprezentační kariéra
Takaši Mizunuma odehrál za japonský národní tým v letech 1984-1989 celkem 32 reprezentačních utkání.

## Statistiky
| Japonsko | Japonsko | Japonsko |
| Roky     | Záp.     | Góly     |
| -------- | -------- | -------- |
| 1984     | 5        | 1        |
| 1985     | 8        | 3        |
| 1986     | 0        | 0        |
| 1987     | 8        | 2        |
| 1988     | 3        | 0        |
| 1989     | 8        | 1        |
| Celkem   | 32       | 7        |